# Kąciki (województwo warmińsko-mazurskie)
Kąciki (niem. Koncziki) – wieś w Polsce położona w województwie warmińsko-mazurskim, w powiecie nowomiejskim, w gminie Kurzętnik. W latach 1975–1998 miejscowość administracyjnie należała do województwa toruńskiego.

## Historia
Pod koniec XIX w/ wieś obejmowała 746 mórg ziemi i znajdowała się w powiecie brodnickim, tuż przy granicy z powiatem lubawkim. W tamtym okresie we wsi było 26 domów z 126 mieszkańcami (15 katolików, 111 ewangelików).
W 1920 r. Kąciki znalazły się w granicach Polski. We wsi pozostała tylko jedna rodzina niemiecka, reszta przeniosła się na stronę niemiecką. W czasie II wojny światowej zginął mieszkaniec wsi – Franciszek Kochalski.
Wierni Kościoła rzymskokatolickiego należą do parafii w Tereszewie, działa tu Koło gospodyń wiejskich. We wsi są 52 indywidualne gospodarstwa rolne i mieszka 119 osób. Sołectwo ma powierzchnię 654,22 ha. Dzieci chodzą do szkoły podstawowej w Tereszewie oraz do gimnazjum w Marzecicach.
Sołtysami, w wieku XX, byli: Józef Jaguszewski, Stefan Rogowski, Piotr Wyrostek, Alfons Krukowski, Bernard Lamparski, Stefan Wyrostek, Zdzisław Nehring, Monika Kutza. W 1999 r. sołtysem została Irena Knorps.
Do najstarszych (najdłużej osiedlonych) należą rodziny: Jarzębowskich, Kłosowskich, Kochalskich, Kogów, Rzemińskich i Wyrostków.

## Zabytki
- chata wiejska (obecnie mieszkają tam Śliwińscy).